# Jim Reeves
Jim Reeves (20. srpna 1923 – 31. července 1964) byl americký zpěvák. Od dětství se věnoval hlavně sportu a později začal pracovat jako rozhlasový hlasatel. Koncem čtyřicátých let se začal věnovat profesionálně hudbě a první úspěchy se dostavily v první polovině padesátých let; mezi jeho první hity patřila například píseň „I Love You“, duet se zpěvačkou Ginny Wright. Mnohem většího úspěchu se mu však dostalo roku 1959, kdy nahrál píseň „He'll Have to Go“ od Joe Allisona. Více než v samotných domovských Spojených státech se počátkem šedesátých let prosadil v Jihoafrické republice, kde hrál například také ve filmu Kimberley Jim. Zahynul při letecké nehodě ve svých čtyřiceti letech.